# Nuevitas
Nuevitas es un municipio y una ciudad portuaria de gran relevancia económica, situada en la zona norte de la provincia de Camagüey, en Cuba. Es uno de los principales centros agroindustriales y pesqueros del país, y su puerto, ubicado en la bahía de Nuevitas, desempeña un papel clave en el comercio marítimo de la región. La ciudad posee además una significativa historia vinculada al desarrollo industrial del oriente cubano.

## Contexto geográfico
Nuevitas está situada en la península del Guincho, en la costa norte de Cuba. Es el municipio de menor tamaño dentro de la provincia de Camagüey, con una extensión territorial de 415,34 km². Se encuentra al noreste de la ciudad de Camagüey y limita al norte con el Canal Viejo de las Bahamas, al sur y este con los municipios de Guáimaro y Sibanicú, al oeste con el municipio de Minas, y al este con el municipio de Manatí, perteneciente a la provincia de Las Tunas.
Desde el punto de vista geológico, su formación se remonta al Mioceno inferior, cuando surgieron margas calizas y arcillas. El relieve municipal se caracteriza por alturas que oscilan entre los 10 y 60 metros sobre el nivel del mar, con terrazas de origen holocénico.
Históricamente, el municipio de Nuevitas abarcaba una mayor extensión territorial, incluyendo las localidades de Lugareño, Minas, Senado, Camalote y Sierra de Cubitas. Con la creación de los municipios de Minas y Sierra de Cubitas, su territorio fue reducido. Aunque durante un tiempo Camalote estuvo administrativamente vinculado a Guáimaro, actualmente forma parte del municipio de Nuevitas, al que fue reincorporado mediante un referéndum local. Actualmente, el territorio de Nuevitas incluye la ciudad cabecera, la cayería norte y el área de Santa Lucía.

## Relieve
El municipio de Nuevitas se caracteriza por un relieve predominantemente llano, con algunas elevaciones suaves que no superan los 60 metros sobre el nivel del mar. La altitud media de la ciudad es de aproximadamente 9 metros, con una altitud máxima registrada de 66 metros y una mínima de -7 metros, según datos topográficos recientes.
Geológicamente, la región se formó durante el Mioceno inferior, periodo en el que se originaron margas calizas y arcillas. El relieve actual incluye niveles de terrazas marinas que datan del Holoceno, resultado de procesos sedimentarios y cambios en el nivel del mar.
Además, el área está influenciada por la Falla Las Villas–Nuevitas, una estructura tectónica significativa que se formó durante la colisión entre las placas Caribeña y Norteamericana. Esta falla ha contribuido a la configuración actual del relieve en la región.
En resumen, el relieve de Nuevitas combina extensas llanuras con suaves elevaciones, resultado de una compleja historia geológica y procesos geomorfológicos que han moldeado el paisaje actual.

## Hidrografía
La bahía de Nuevitas, una de las más extensas de Cuba con aproximadamente 180 km², recibe las aguas de varios ríos importantes, entre ellos el Saramaguacán y el Cascorro. El río Saramaguacán, con una longitud de 111 km, nace al este de la provincia de Camagüey y fluye hacia el noroeste, desembocando en la bahía de Nuevitas.  El río Cascorro, también conocido como Río Palmarito, es otro afluente que contribuye al sistema hidrográfico de la región.
En el río Saramaguacán se encuentra la presa "La Mañana de Santa Ana", un embalse artificial que posee una cuenca de más de 100 km². Esta presa es fundamental para el abastecimiento de agua en la región, incluyendo la ciudad de Nuevitas y el polo turístico de Santa Lucía.
Otra infraestructura hídrica relevante es la presa "La Atalaya", ubicada en las cercanías de la localidad de San Miguel de Bagá. Esta presa desempeña un papel crucial en el suministro de agua para la zona turística de Santa Lucía y en el riego de áreas agrícolas aledañas.
Estas fuentes hídricas no solo son vitales para el consumo humano y el riego agrícola, sino que también han influido en el desarrollo industrial y turístico del municipio, consolidando a Nuevitas como un enclave estratégico en la región norte de la provincia de Camagüey.

## Clima
Nuevitas presenta un clima tropical de sabana, caracterizado por temperaturas elevadas durante la mayor parte del año y una estación seca bien definida.
La temporada calurosa se extiende desde mediados de junio hasta principios de octubre, con temperaturas máximas promedio diarias superiores a 31 °C. Agosto es el mes más cálido, con una temperatura máxima promedio de 32,3 °C y una mínima de 25,5 °C.
La temporada fresca dura aproximadamente 3,3 meses, desde el 1 de diciembre hasta el 10 de marzo, con temperaturas máximas promedio diarias inferiores a 28 °C. Enero es el mes más frío, con una temperatura máxima promedio de 26,8 °C y una mínima de 21,2 °C.
Gracias a la configuración geográfica de la bahía de Nuevitas, la ciudad experimenta temperaturas ligeramente superiores a las del resto de la provincia. Este fenómeno se debe a la acumulación de calor en la zona costera, lo que eleva las temperaturas locales en 1 °C a 2 °C en comparación con áreas más alejadas del mar.
La humedad relativa en Nuevitas es elevada durante todo el año, alcanzando su punto máximo en octubre con un 80 %, y su mínimo en marzo con un 73 %.
En cuanto a las precipitaciones, el municipio recibe un promedio anual de 1.293 mm. El mes más húmedo es septiembre, con 95 mm de precipitación promedio, mientras que el más seco es marzo, con 19 mm.
La temperatura media anual del agua en la costa de Nuevitas es de 27,6 °C, siendo más cálida en verano (29,1 °C) y más fresca en invierno (25,6 °C).

## Economía local
Nuevitas se destaca como un centro industrial clave en la provincia de Camagüey, con una economía diversificada que abarca sectores como la industria azucarera, la agricultura, la producción de cemento y las comunicaciones.
Industria azucarera: La industria azucarera ha sido históricamente el pilar económico de Nuevitas. La región cuenta con centrales azucareros que procesan la caña cultivada en las áreas circundantes, produciendo azúcar para el mercado nacional e internacional. Esta actividad ha sido fundamental para el desarrollo económico y social del municipio.
Agricultura: La agricultura en Nuevitas es variada y productiva. Se cultivan productos como caña de azúcar, plátano, yuca, boniato y vegetales, que abastecen tanto al consumo local como a mercados más amplios. La proximidad a la bahía facilita el transporte de estos productos hacia otras regiones.
Industria mediana y producción de cemento: Además de la industria azucarera, Nuevitas alberga una industria mediana diversificada que incluye la producción de cemento. Esta industria es esencial para la construcción y el desarrollo de infraestructuras en la región.
Comunicaciones y transporte: Nuevitas es un nodo estratégico en las comunicaciones y el transporte de Cuba. La ciudad cuenta con un puerto que facilita el comercio marítimo, y está conectada por carretera y ferrocarril con otras partes del país, lo que facilita el intercambio de mercancías y personas.

## Historia

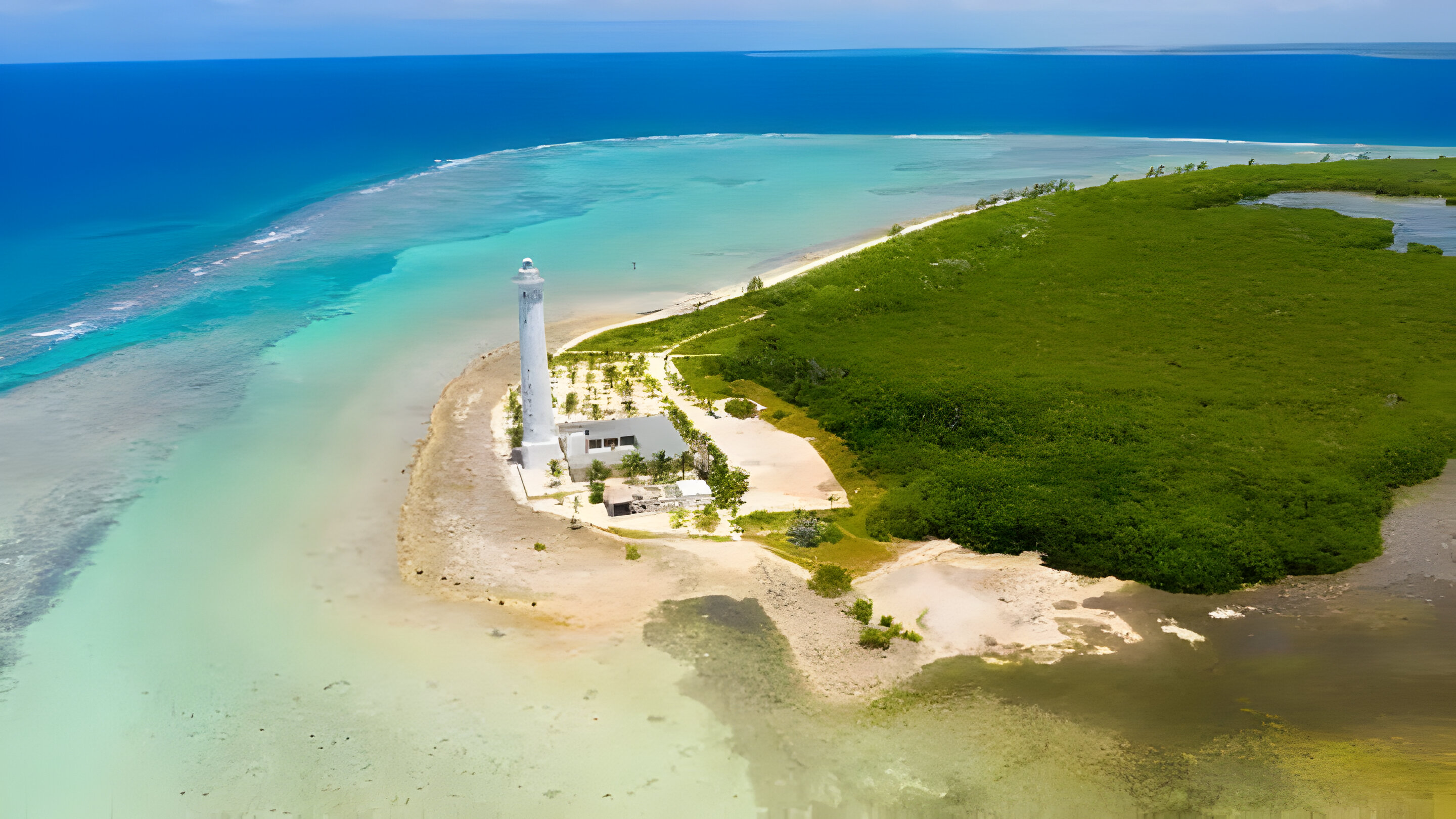
Faro de Maternillo

### Etapa colonial
Entre 1514 y 1515, en la ensenada del Guincho, ubicada en la bahía de Nuevitas y dentro del cacicazgo de Mayanabo, Diego Velázquez fundó la Villa de Santa María del Puerto del Príncipe. Allí se estableció un Ayuntamiento con autoridad sobre la villa y una parroquia que, según se afirma, fue atendida inicialmente por un clérigo procedente de Baracoa.
Tras la matanza de Caonao, ocurrida bajo el mando de Pánfilo de Narváez y que provocó la reacción violenta de los aborígenes locales, quienes incendiaron el caserío y destruyeron los sembrados, la villa fue trasladada a una zona entre los ríos Tínima y Jatibonico. Este asentamiento daría origen a la actual ciudad de Camagüey.
En 1516 se decidió el traslado de Puerto Príncipe hacia Caunao, dejando una pequeña guarnición en la costa para vigilar y mantener las comunicaciones. A pesar de ello, persistió un núcleo pesquero en El Chorrito, al sur de Punta del Guincho, mezclado con la población aborigen y con indicios de comercio y economía pesquera.
En 1789, Pedro Medrano Socarrás propuso al Ayuntamiento ceder parte de su hacienda en la ensenada del Guincho para fundar una nueva ciudad. La propuesta fue aceptada oficialmente el 25 de mayo de 1821.
Desde mediados del siglo XVIII, la bahía de Nuevitas comenzó a adquirir relevancia como fondeadero debido al aumento del comercio. Hacia 1775 se consolidó el caserío de Pueblo Viejo, originado a partir del núcleo de pescadores. En 1780, Nuevitas fue habilitado para el cabotaje y poco después se establecieron nuevos asentamientos en los esteros del Bagá y de Ginferrer.
Durante mucho tiempo, Puerto Príncipe prefirió usar los embarcaderos de El Jigüey y La Guanaja, en el actual municipio de Esmeralda, por su cercanía a la villa, a pesar de que Nuevitas ofrecía mejores condiciones portuarias.
En 1801, un ataque inglés destruyó el asentamiento del Bagá, y sus habitantes se dispersaron. En 1817 se fundaron nuevamente los pueblos del Bagá y de San Miguel de Nuevitas, con una población integrada en parte por inmigrantes procedentes de Florida y Nueva Orleans. En 1821, una tormenta destruyó ambos asentamientos y muchas familias se trasladaron a la ensenada del Guincho, incluyendo algunas de Pueblo Viejo.
Para 1824, la mayoría de los pobladores del Bagá y de Pueblo Viejo se habían establecido en el nuevo asentamiento, conocido como Caridad del Guincho o San Fernando de Nuevitas. Esto generó disputas con el Bagá, que aspiraba a ser la cabecera del territorio.
Finalmente, el 28 de febrero de 1828, el Capitán General de la Isla decretó que el Ayuntamiento radicara oficialmente en la ensenada del Guincho, poniendo fin a los litigios. Ese mismo año, por Decreto Real, se autorizó la fundación oficial de la ciudad de San Fernando de Nuevitas, que obtuvo la categoría de ciudad en 1846.
La construcción del ferrocarril Nuevitas-Camagüey a mediados del siglo XIX impulsó el desarrollo económico, poblacional, social y cultural de la localidad.

### Desarrollo económico
A partir de 1828, Nuevitas adquirió categoría de provincia marítima, y en 1851 se completó la línea férrea que la conectó con Puerto Príncipe. Ese mismo año, pasó a formar parte de las jurisdicciones establecidas por la división administrativa del siglo XIX. En 1878 se constituyó en término municipal dentro de la nueva provincia de Puerto Príncipe.
Actualmente, el municipio de Nuevitas, el más pequeño del territorio camagüeyano, limita al norte con el Canal Viejo de Bahamas, al sur y este con Guáimaro, y al oeste con Minas.

### Etapa neocolonial
Durante el período neocolonial, Nuevitas fue escenario y punto estratégico en las luchas revolucionarias contra el régimen de Fulgencio Batista. Entre las acciones destacadas se encuentra el ataque al Palacio Presidencial en La Habana, encabezado por Carlos Gutiérrez Menoyo y Faure Chomón, en coordinación con el Directorio Revolucionario. El fracaso de la operación provocó numerosas bajas, incluyendo líderes del movimiento.
Camagüey fue también cuna de jóvenes comprometidos con la causa revolucionaria, como Faure Chomón y Jesús Suárez Gayol, vinculados al Instituto de Segunda Enseñanza. La lucha urbana y rural continuó su curso, destacándose figuras camagüeyanas en frentes como la Sierra Maestra y el Escambray.

### Expedición de Nuevitas
Una de las acciones clandestinas de mayor relevancia protagonizada por el Directorio Revolucionario fue la Expedición de Nuevitas. El 8 de febrero de 1958, tres embarcaciones —el Scapada, el San Rafael y el Yaloven— zarparon desde Florida (Estados Unidos) con armas y expedicionarios. El desembarco tuvo lugar en la playa de Santa Rita, próxima a Nuevitas, sin contratiempos ni pérdidas humanas.
El comandante Faure Chomón, jefe de la expedición, explicó que el nombre más apropiado para la acción es "Expedición de Nuevitas", debido al origen del barco Yaloven y de los pescadores implicados. Las armas transportadas fueron fundamentales para abrir el frente insurreccional del Escambray y reforzar la lucha en La Habana.
Desde el exilio, Faure Chomón organizó la expedición con el apoyo de Armando Garrido, antiguo compañero y residente en Miami, cuya familia facilitó los recursos logísticos y financieros. El San Rafael, embarcación propiedad del padre de Garrido, realizó la travesía desde Las Bahamas hasta Nuevitas.
El desembarco fue posible gracias a la colaboración de personas como Abel Cabalé, quien, desde su trabajo en la planta de leche "La Vaquita" en Camagüey, ayudó a trasladar armas y combatientes sin levantar sospechas, aprovechando su tránsito habitual por la ruta Nuevitas-Camagüey.

## Festival de cine comunitario Hieroscopia
La ciudad es sede del festival de cine Hieroscopia, del Movimiento Audiovisual en Nuevitas. Fundado por Dayron Porrua y Eyder Armas (primo de Ana de Armas) lleva seis ediciones hasta el 2016 y que trae realizadores de toda Cuba, tanto jóvenes como también altamente experimentados como Fernando Pérez Valdés. Este espacio apoya la realización de audiovisuales que ocurre en esta comunidad desde 2009 y ha obtenido un importante reconocimiento nacional a través de la participación en numerosos festivales y ganado diversos premios con una amplia gama de más de 100 obras realizadas en el territorio.

## Hermanamientos

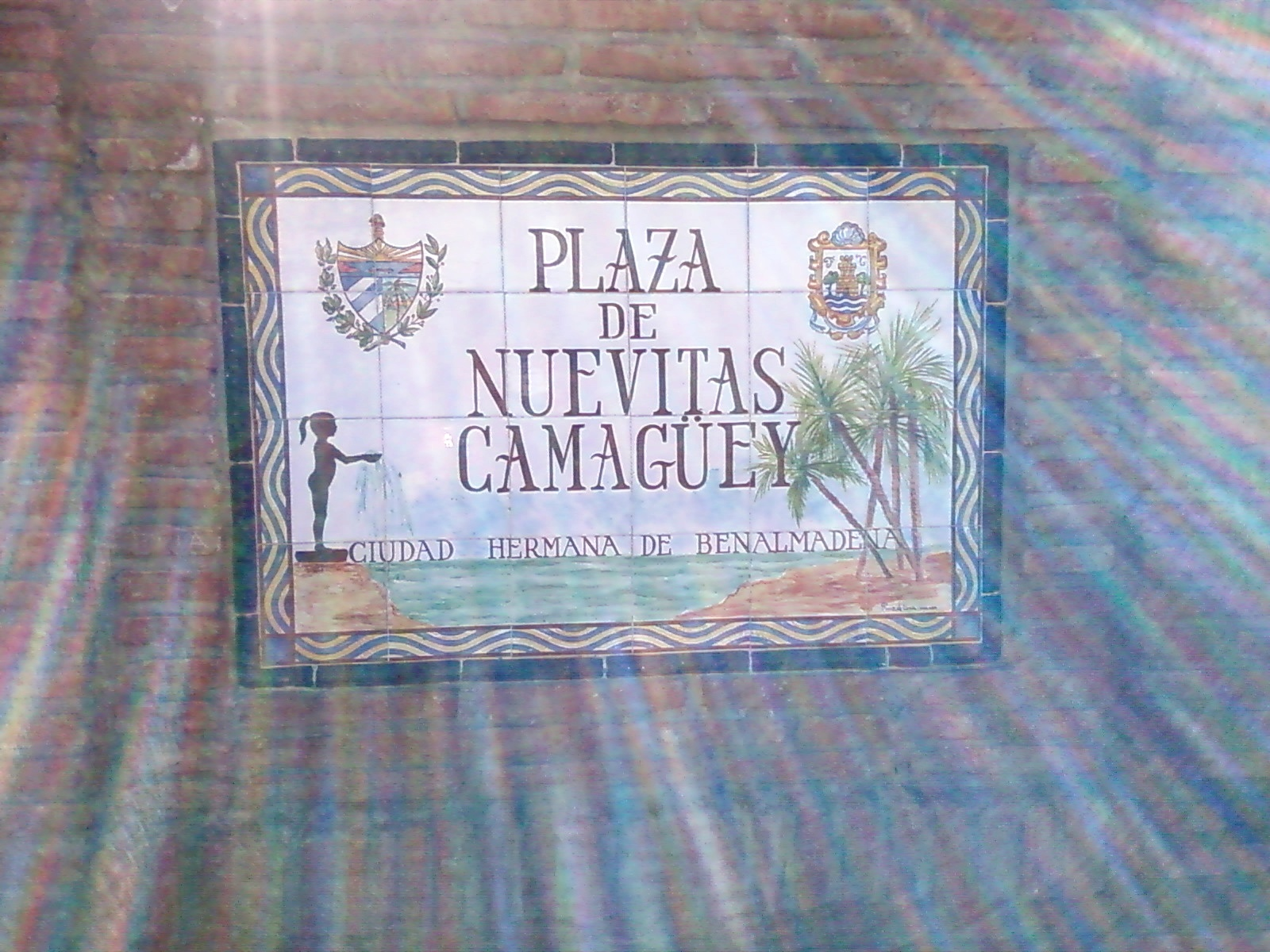
Plaza de Nuevitas en Benalmádena

La ciudad de Nuevitas, ubicada en la provincia de Camagüey, Cuba, ha establecido lazos de hermanamiento con diversas ciudades, destacando las siguientes:

### Benalmádena (España)
El hermanamiento entre Nuevitas y Benalmádena, municipio costero de la provincia de Málaga, España, se inició a mediados de la década de 1990. La iniciativa fue promovida por el partido político Izquierda Unida de Benalmádena, con el objetivo de establecer vínculos de cooperación y solidaridad con una ciudad cubana. Nuevitas fue seleccionada debido a sus similitudes con Benalmádena, como su ubicación costera y su actividad turística, además de contar con una significativa zona industrial y un puerto destacado.
En 1996, una delegación de Benalmádena visitó Nuevitas, siendo recibida con hospitalidad y participando en diversos actos institucionales y visitas a instalaciones locales. Al año siguiente, en Benalmádena, se inauguró una plaza dedicada a Nuevitas como símbolo del hermanamiento entre ambas ciudades.
A lo largo de los años, se llevaron a cabo intercambios y acciones solidarias, como el envío de ropa, colchones y medicinas desde Benalmádena a Nuevitas. Aunque la intensidad de las actividades ha variado con el tiempo, el hermanamiento se mantiene vigente y ha sido reafirmado en eventos recientes, como la participación de Benalmádena en la World Travel Market de Londres en noviembre de 2022, donde se destacó la importancia de los lazos con sus ciudades hermanadas.

### Milwaukee (Estados Unidos)
Nuevitas también estuvo hermanada con la ciudad de Milwaukee, en el estado de Wisconsin, Estados Unidos. Este hermanamiento fue establecido oficialmente el 10 de octubre de 2000 por el Ayuntamiento de Milwaukee mediante la resolución número 000432. Sin embargo, esta relación fue rescindida el 6 de marzo de 2009, cuando el mismo Ayuntamiento aprobó la resolución número 081547, anulando la resolución anterior y poniendo fin al hermanamiento con Nuevitas.

## Protestas en Nuevitas
Las protestas de Nuevitas fueron una serie de manifestaciones antigubernamentales que tuvieron lugar en la ciudad de Nuevitas, en la provincia de Camagüey, Cuba, los días 18 y 19 de agosto de 2022. Estas protestas fueron convocadas a través de las redes sociales y estuvieron protagonizadas principalmente por habitantes de los barrios Pastelillo y Camalote, quienes expresaron su descontento con la crisis económica y social que atraviesa el país.
Durante las manifestaciones, los protestantes corearon consignas como "¡Abajo la dictadura!" y "¡Libertad!". En algunos momentos, los manifestantes quemaron banderas cubanas y lanzaron piedras a las fuerzas de seguridad.
El gobierno cubano respondió con medidas represivas. Las fuerzas de seguridad emplearon gases lacrimógenos y balas de goma para dispersar a los manifestantes, además de proceder con la detención de decenas de personas. Según informes de Human Rights Watch, al menos 23 personas fueron arrestadas durante las protestas en Nuevitas.